# Fadogia pobeguinii
Fadogia pobeguinii är en måreväxtart som beskrevs av Pobég.. Fadogia pobeguinii ingår i släktet Fadogia och familjen måreväxter. Inga underarter finns listade i Catalogue of Life.